# Васильев, Георгий Андреевич
Георгий Андреевич Васильев (1902 ― 1974) ― российский и советский учёный, стоматолог, доктор медицинских наук, профессор, заведующий пропедевтики хирургической стоматологии в Московском медико-стоматологическом институте, участник Великой Отечественной войны.

## Биография
Георгий Андреевич Васильев родился в 1902 году.
В 1925 году успешно завершил обучение на медицинском факультете Первого Московского государственного университета.
После окончания ВУЗа, стал совершенствоваться в пропедевтической хирургической клинике работая в Первом Московском государственном университете. С 1928 года трудился ассистентом, а с 1931 года стал доцентом клиники одонтологии МГУ. 
С 1932 по 1941 годы и с 1943 по 1955 годы работал в должности доцента кафедры хирургической стоматологии, а в 1955 году и до самой смерти возглавлял созданную им кафедру пропедевтики хирургической стоматологии в Московском медико-стоматологическом институте. 
В тяжёлые годы Великой Отечественной войны работал в должности начальника челюстно-лицевого отделения Ярославского военного госпиталя, был и старшим ординатором Московского коммунистического военного госпиталя (ныне Главный клинический военный госпиталь им. H. Н. Бурденко).
Является автором около 130 научных работ. Глубоко изучал и анализировал патогенез и лечение одонтогенных воспалительных процессов, челюстно-лицевую восстановительную хирургию. В 1953 году он предложил общественности классификацию одонтогенных воспалительных заболеваний челюстей. Им были описаны патологические изменения при перицементитах и разработаны некоторые вопросы аллергии в стоматологии. Он изучал туберкулез, сифилис, актиномикоз челюстно-лицевой области. Внедрил в практическую медицину новые методы диагностики и терапии заболеваний и повреждений слюнных желез. Им предложены оригинальные хирургические методы лечения рубцовых сужений носовых отверстий, ранняя пластика при ранениях лица, пластические операции при дефектах лица. С его участием были защищены 29 диссертаций, среди которых 4 докторских. Сформированную за время работы личную медицинскую библиотеку он завещал кафедре на которой трудился. 
Активный участник медицинского сообщества. Избирался членом правления и секретарем Московского общества стоматологов, являлся членом правления и председателем Всероссийского общества стоматологов, был членом правления Всесоюзного общества стоматологов. С 1962 по 1974 годы трудился главным редактором журнала «Стоматология».  Во втором издании Большой медицинской энциклопедии БМЭ был заместителем ответственного редактора, а в третьем издании БМЭ стал ответственным  редактором раздела «Стоматология».
Умер в 1974 году в Москве.

## Награды
Награждён государственными наградами:
- Орден Отечественной войны II степени,
- Орден Трудового Красного Знамени;
- другими медалями

## Научная деятельность
Труды, монографии:
- Васильев Г.А. Хирургия зубов и полости рта, Москва, 1952, 4-е изд., Москва, 1973;
- Васильев Г.А., Евдокимов А.И. Хирургическая стоматология, М., 1959, 2-еизд., Москва, 1964;
- Васильев Г.А. Руководство по хирургической стоматологии, под ред. А. И. Евдокимова, Москва, 1972 (автор ряда разделов).